# 威氏綿蟹
威氏綿蟹（学名：Dromia wilsoni）为綿蟹科綿蟹屬下的一个种。